# 保田龍門
保田 龍門（やすだ りゅうもん、1891年（明治24年）5月13日 - 1965年（昭和40年）2月14日）は、日本の画家、彫刻家である。和歌山県竜門村（現：紀の川市）出身。彫刻家の保田春彦は息子、西村浩幸は孫婿である。

## プロフィール

### 略歴
1891年（明治24年）、那賀郡竜門村（現：紀の川市）に生まれる。
名は重右衛門、龍門と号した。旧制粉河中学校（現・和歌山県立粉河高等学校）を卒業後、一時は医師を志望するが、東京の上野で開かれていた文部省美術展覧会（略称：文展）で菱田春草の《落葉》と出会い、一度はあきらめた美術の道を再び目指そうと決める。太平洋画会研究所で絵画の指導を受け、1912年（明治45年）東京美術学校西洋画科に入学する。美術学校在学中に二科展に出品し入選、1917年（大正6年）の第11回文展では《母と子》で特選を受賞する。その後、日本美術院の研究所で彫刻の勉強をはじめ、以後日本美術院展覧会を発表の場とした。
1920年（大正9年）に渡米し、サンフランシスコ、ニューヨークを経て翌年にはパリに入り、オーギュスト・ロダンの助手であったアントワーヌ・ブールデルの教室で彫刻を習う。また、ヨーロッパ各地を遊学する途中、南仏のアリスティド・マイヨールのアトリエを訪ねた。ギリシアのアルカイックな彫刻に心酔して女性のおおらかな裸体像を追求したマイヨールの作風は、龍門が終生追い求めた母性愛のテーマに影響を与えた。母逝去の知らせをきいて1923年（大正12年）に帰国するが、欧米で3年余り研鑽を積んだ経験は、のちの自己の造形世界を築いていく際のたしかな礎となった。
帰国後は、東京での制作をやめ、郷里の和歌山に西村伊作設計のアトリエを建てて活動の本拠を移し、その後大阪府堺市に転居する。戦後は、大阪市立美術研究所、和歌山大学で後進の指導にあたり、関西の美術界に大きな影響を与えた。1965年（昭和40年）、73歳で死去。 

### 年譜
- 1891年（明治24年） 和歌山県那賀郡龍門村（現：紀の川市）に生まれる[2]。
- 1912年（明治45年） 東京美術学校西洋画科本科入学。
- 1915年（大正4年） 「自画像」等、二科入選。
- 1917年（大正6年）　東京美術学校西洋画科本科卒業、日本美術院彫刻部に入り彫刻研究をはじめる。卒業制作の内「母と子」を第11回文展に出品、特選となる。
- 1918年（大正7年）　第5回院展に「石田氏の像」を出品、樗牛賞（ちょぎゅうしょう）をうける。
- 1920年（大正9年）　院展同人に推挙される。海外留学に横浜から出帆。
- 1921年（大正10年） アメリカで模写や制作に従事、4月パリ着、ブールデル、マイヨールについて彫刻に打ち込む。
- 1923年（大正12年） 母の逝去に伴い帰国。
- 1924年（大正13年） 東京徳川邸で「渡欧記念展覧会」を開催、油彩59、彫刻13点等出品。
- 1946年（昭和21年） 大阪市立美術研究所彫刻部教授となる。
- 1953年（昭和28年） 紀陽銀行本店壁面レリーフ4面の製作をうける。2月、和歌山大学学芸学部（現教育学部）教授となる。
- 1954年（昭和29年） 紀陽銀行壁面レリーフ4部作完成。
- 1958年（昭和33年） 「名古屋市平和堂立像」完成。
- 1965年（昭和40年）　2月病没。従五位勲四等瑞宝章を授与される。「南方翁胸像」が未完成で遺された。